# Керер Рудольф Рихардович
Рудольф Рихардович Керер (1923—2013) — радянський, російський та німецький піаніст, педагог.

## Біографія
З сім'ї потомствених музикантів. Батько і дід Рудольфа Керера були музичними майстрами. Батько мав свою майстерню в центрі міста; після її конфіскації радянською владою працював настроювачем фортепіано в Тбіліській консерваторії, спілкувався з багатьма музикантами, вмів грати на фортепіано і трохи на скрипці.
Рудольф почав навчання на фортепіано з шести років у Е. К. Краузе. До 12-річного віку знав основний фортепіанний репертуар, бував на концертах багатьох музикантів (в тому числі М. В. Юдіної, Е. Петрі). З 1935 року навчався в «групі обдарованих дітей» при консерваторії у А. В. Тулашвілі, з 1938 до 1941 р. — у неї ж в Консерваторії. За рекомендацією Тулашвілі збирався переводитися до Московської консерваторії в клас Г. Нейгауза, однак репресії, що спіткали сім'ю, завадили цьому.
Восени 1941 р. німецька сім'я Кереров була вислана в Середню Азію, безвиїзно жила в містечку Слов'янка (Казахстан). Після війни сім'я змогла переїхати в Пахта-Арал, великий радгосп з клубом, де Рудольф грав для дітей на акордеоні. У 1949 р. вступив на заочне фізико-математичне відділення Чимкентского педагогічного інституту. У 1952 році закінчив інститут з відзнакою і отримав диплом вчителя математики і фізики школи-семирічки. До 1954 р. викладав математику в старших класах середньої школи. З 1952 року відновив заняття на роялі.
У 1954 році поступив на 3-й курс Ташкентської консерваторії в клас З. Ш. Тамаркіної, також займався з її чоловіком В. І. Слонімом. Закінчивши консерваторію 1957 року з відзнакою, залишився в ній викладати. Значною подією в піаністичному житті Керера стало знайомство з видатною піаністкою Марією Ізраїлевною Грінберг, приватними учнями якої протягом десятиліть були Тамаркіна і Слонім. Саме з Грінберг був пройдений ретельно весь репертуар майбутнього конкурсу в Москві. Багато років Керер продовжував заняття-консультації у Марії Грінберг.
У 1961 завоював 1-у премію на Всесоюзному конкурсі музикантів-виконавців у Москві (куди був допущений як виняток через вік — 37 років) і став солістом Московської філармонії. Гастролював в СРСР, Німеччині (НДР), Польщі, Чехословаччині, Японії. Брав участь у фестивалях, зокрема, «Московські зорі».
У 1961 був запрошений на викладацьку роботу в Московську консерваторію. Серед учнів — лауреат міжнародного конкурсу А. Морейра-Ліма (Бразилія), Г. Л. Пратс (Куба) Б. Штайнерова (Чехословаччина), В. Плотнікова, С. Тихонов. Знявся у телефільмі «Апасіоната» в ролі В. А. Добровейна.
У 1977 удостоєний Премії Роберта Шумана (НДР).
У 1990 отримав запрошення з Австрії на участь у журі конкурсу, а потім — на роботу у Віденській консерваторії, де викладав протягом 8 років. У 1998 на запрошення своїх віденських студентів переїхав до Цюриху.
Останні концерти дав у сезон 2006/2007 р. У 2010 р. переїхав до Берліну, де жила сім'я його старшого сина. Помер 29 жовтня 2013 р. Урна з прахом похована в колумбарії Штадттишер Фридхоф III.